# Manayunkia baicalensis
Manayunkia baicalensis är en ringmaskart som först beskrevs av Nusbaum 1901.  Manayunkia baicalensis ingår i släktet Manayunkia och familjen Sabellidae. Utöver nominatformen finns också underarten M. b. hydani.